# Кюрди в Сирия
Кюрдите в Сирия са втора по численост етническа група в страната.
Според оценки на Joshua Project техният брой е около 1 383 000 души, а според оценки на Кюрдския институт в Париж техния брой е 3 – 3,6 млн. души, което прави между 12,5 и 15 % от населението на Сирия. Те са мнозинството от населението в образуваната след войната от кюрдите Демократична федерация на Северна Сирия.